# Токуяма (город)
Токуяма (яп. 徳山市 Токуяма-си) — бывший город, который находился в префектуре Ямагути, Япония. 21 апреля 2003 года Токуяма, вместе с городом Синнаньё, посёлком Кумаге и посёлком Кано (уезд Цуно) был объединён в новый город Сюнан. Численность населения составляла 150 000 человек. Располагался вдоль линии Санъё-синкансэн, которая имела сообщение с Хиросимой и Фукуокой.

## Образование
В городе ранее была северокорейская школа, Токуямская корейская школа.